# Прихід ночі та інші історії
«Прихі́д но́чі та і́нші істо́рії» (англ. Nightfall and Other Stories) — збірка з двадцяти науково-фантастичних оповідань та повістей американського письменника  Айзека Азімова, опублікована у 1969 році американським видавництвом «Doubleday». До збірки увійшли вибрані твори, що не були опубліковані у інших збірках автора.

## Зміст
| Назва                        | назва                           | рік  | тема      |
| ---------------------------- | ------------------------------- | ---- | --------- |
| Прихід ночі                  | Nightfall                       | 1941 |           |
| Зелені цяточки               | Green Patches                   | 1950 |           |
| Господарка                   | Hostess                         | 1951 |           |
| Виведення людей?             | Breeds There a Man…?            | 1951 |           |
| С-шлюз                       | C-Chute                         | 1951 |           |
| Благий намір                 | In a Good Cause—                | 1951 |           |
| А якщо...                    | What If—                        | 1952 |           |
| Саллі                        | Sally                           | 1952 | роботи    |
| Мухи                         | Flies                           | 1953 |           |
| Тут немає нікого, крім...    | Nobody Here But—                | 1953 | роботи    |
| Такий чудовий день           | It's Such a Beautiful Day       | 1954 |           |
| Штрейкбрехер                 | Strikebreaker                   | 1957 |           |
| Вставити шплінт А в гніздо Б | Insert Knob A in Hole B         | 1957 | роботи    |
| Сучасний чарівник            | The Up-to-Date Sorcerer         | 1958 |           |
| У четвертому поколінні       | Unto the Fourth Generation      | 1959 |           |
| І що воно таке — кохання?    | What Is This Thing Called Love? | 1961 |           |
| Машина, яка виграла війну    | The Machine That Won the War    | 1961 | Мультивак |
| Мій син — фізик              | My Son, the Physicist           | 1962 | Мультивак |
| Очі не тільки бачать         | Eyes Do More Than See           | 1965 |           |
| Сегрегаціоніст               | Segregationist                  | 1967 | роботи    |